# Камакан (язык)
Камакан (Ezeshio, Kamakã, Kamakan) — мёртвый индейский язык, который относится к камаканской подгруппе языковой семьи макро-же, на котором говорил народ с одноимённым названием, проживающий в штате Баия в Бразилии. Имеет диалекты котошо и мангойо (мангало). Язык камакан был распространённым разговорным языком среди нескольких групп коренных американцев, которые жили в штате Баия: камакан, котошо, масакара, меньен и монгойо.